# Latodrepanus schimperi
Latodrepanus schimperi là một loài bọ cánh cứng trong họ Bọ hung (Scarabaeidae).